# Långås norra
Långås är en bebyggelse norr om småorten Långås i Lindome socken i Mölndals kommun i Västra Götalands län.